# Шеврвил (Оаза)
Шаврвил (фр. Chèvreville) насеље је и општина у североисточној Француској у региону Пикардија, у департману Оаза која припада префектури Санлис.
По подацима из 2011. године у општини је живело 460 становника, а густина насељености је износила 44,49 становника/km². Општина се простире на површини од 10,34 km². Налази се на средњој надморској висини од 118 метара (максималној 134 m, а минималној 115 m).

## Демографија
| 1962. | 1968. | 1975. | 1982. | 1990. | 1999. | 2011. |
| ----- | ----- | ----- | ----- | ----- | ----- | ----- |
| 327   | 348   | 359   | 400   | 441   | 447   | 460   |

График промене броја становника у току последњих година